# Margrit Schläppi-Brawand
Margrit Schläppi-Brawand (* 4. Juni 1925) ist eine ehemalige Schweizer Politikerin (SP). Sie wurde 1986 als erste Frau Präsidentin des Grossen Rats und hatte für ein Jahr dieses höchste Amt im Kanton Bern inne.

## Beruf und Privates
Margrit Brawand ist die Tochter des Lehrers und Politikers Samuel Brawand und der Margritta Jaggi. Ihre Grossväter waren beide Bergführer. Brawand wuchs in Grindelwald auf und wurde Primarlehrerin in Unterseen. Im Jahr 1956 heiratete sie den Sekundarlehrer und späteren Gemeindepräsidenten (1966–1988) Ernst Schläppi und wurde Mutter von drei Töchtern und einem Sohn.

## Politik
Zwischen 1946 und 1971 engagierte sich Margrit Schläppi für das Frauenstimmrecht. Sie gründete 1946 eine SP-Frauengruppe in Unterseen. Im Berner Oberland und ländlichen Regionen galt sie als Vorkämpferin für das Frauenstimm- und -wahlrecht. Für die SP Kanton Bern kandidierte Schläppi 1974 für einen Sitz im Grossen Rat, den sie nur knapp verpasste. Zwei Jahre später rutschte sie nach und wurde elfte Frau im Kantonsparlament, dem sie bis 1990 angehörte.
Margrit Schläppi wurde 1985 Vizepräsidentin und im folgenden Jahr Präsidentin des Grossen Rats. Im Rat engagierte sie sich in der Gesundheits- und Bildungspolitik und gehörte der Justizkommission, der Staatswirtschaftskommission sowie vielen vorberatenden Kommissionen an. Des Weiteren war Schläppi in der Aufsichtskommission des Frauenspitals tätig und gehörte lange Zeit dem Verwaltungsrat der Hypothekarkasse des Kantons Bern an.

## Belege
1. ↑  BZ Namen. In: Berner Zeitung (BZ). 4. Juni 2015, abgerufen am 16. Januar 2025.
2. ↑  Peter Stettler: Samuel Brawand. In: Historisches Lexikon der Schweiz.  16. Dezember 2002.
3. 1 2 3  sta.be.ch: Margrit Schläppi-Brawand. Berner Grossratspräsidentin 1986–1987. (Mit Foto der Vereidigung; abgerufen am 20. März 2024)
4. ↑  Ueli Flück: Eine Gemeinde trauert um ihren Ehrenbürger. (bernerzeitung.ch am 15. Januar 2020; abgerufen am 20. März 2024)

| Personendaten    | Personendaten                                               |
| ---------------- | ----------------------------------------------------------- |
| NAME             | Schläppi-Brawand, Margrit                                   |
| ALTERNATIVNAMEN  | Brawand, Margrit (Geburtsname); Schläppi, Margrit (Ehename) |
| KURZBESCHREIBUNG | Schweizer Politikerin der SP                                |
| GEBURTSDATUM     | 4. Juni 1925                                                |